# Silnice II/375
Silnice II/375 je silnice II. třídy v Kraji Vysočina. Spojuje Jimramov a Nyklovice.

## Trasa silnice
Odpojení od silnice II/360 (v Jimramově) – Benátky – Ubušín – Sulkovec – Nyklovice (napojení na silnici II/362)

## Vodstvo na trase
Z Jimramova do Benátek vede přes Svratku a v Benátkách přes Trhonický potok.